# Юйцзюлюй Деншуцзі
Юйцзюлюй Деншуцзі (кит.: 郁久閭鄧叔子; д/н — 555) — останній жужанський каган у 552—555 роках.

## Життєпис
Син кагана Нагая. Про молоді роки відомостей обмаль. Брав участь у війні проти тюрок, після поразки й самогубства батька 552 року кагана Анагуя очолив роди західних жужанів, що оголосили його каганом. Продовжив боротьбу проти тюрок.
У березні 553 року звернувся до західновейського імператора Юань Ціня, проте той не почувався впевнено у власній державі. Того ж року зазнав поразки від тюркського кагана Мукана. Відступив до кордонів Західної Вей. Утім невдовзі через конфлікт з останнім жужани відступили у степ, де 555 року Мукан-каган знову завдав їм поразки. Зрештою Деншуцзі опинився при дворі імператора Юань Ко. На вимогу Мукан-кагана Деншуцзі та всю його рідню стратили в Чан'ані. Жужанський каганат остаточно припинив своє існування.